# Daniela Anschütz-Thoms
Daniela Anschütz-Thoms, geb. Anschütz, (* 20. November 1974 in Erfurt) ist eine ehemalige deutsche Eisschnellläuferin und Olympiasiegerin.
Anschütz-Thoms betrieb seit 1984 den Eisschnelllaufsport, sie startete für den ESC Erfurt und wurde von Stephan Gneupel trainiert. 1993/94 wurde sie Deutsche Junioren-Meisterin im Mehrkampf. Zahlreiche vordere Platzierungen bei Deutschen, Europa- und Weltmeisterschaften sowie Olympischen Spielen folgten. 2001/02 und 2002/03 wurde sie deutsche Meisterin über 5000 Meter. 2004/05 wiederholte sie diesen Erfolg und wurde im Team mit Sabine Völker und Anni Friesinger Weltmeisterin. Bei den Mehrkampfweltmeisterschaften 2008 in Berlin belegte Daniela Anschütz-Thoms als beste Deutsche den sechsten Platz.
Am 16. Februar 2006 gewann Anschütz-Thoms mit Anni Friesinger und Claudia Pechstein das Finale im Team-Verfolgungslauf der Olympischen Winterspiele 2006 in Turin gegen Kanada – das erste Eisschnelllauf-Gold für Deutschland in Turin bei der Olympiapremiere dieser Disziplin. Erneut Olympiasiegerin in der Teamverfolgung wurde Anschütz-Thoms bei den Olympischen Spielen in Vancouver zusammen mit Katrin Mattscherodt, Stephanie Beckert und Anni Friesinger-Postma. Häufig verpasste sie bei sportlichen Großereignissen die Medaillenränge nur knapp, weshalb sie sich gegen Ende ihrer Karriere als „Weltmeisterin der vierten Plätze“ bezeichnete. Insgesamt erreichte sie 24 mal den vierten Platz bei internationalen Meisterschaften und Olympischen Spielen. Am 17. Juli 2010 erklärte sie ihren Rücktritt vom Leistungssport.
Für ihre sportlichen Leistungen erhielt sie am 26. April 2006 das Silberne Lorbeerblatt.
Anschütz-Thoms ist gelernte Rechtsanwaltsgehilfin. Sie ist verheiratet.

## Eisschnelllauf-Weltcup-Platzierungen
| Platzierung | 100 m | 500 m | 1000 m | 1500 m | 3000 m | 5000 m | Team |
| ----------- | ----- | ----- | ------ | ------ | ------ | ------ | ---- |
| 1. Platz    |       |       |        |        |        |        | 4    |
| 2. Platz    |       |       |        | 4      | 4      | 1      | 2    |
| 3. Platz    |       |       |        | 2      | 4      | 3      | 3    |
| Top 10      |       |       |        | 30     | 26     | 8      | 2    |

(Stand: 10. Januar 2010)